# شهرستان مارشال (میسیسیپی)
شهرستان مارشال، میسیسیپی (به انگلیسی: Marshall County, Mississippi) یک سکونتگاه مسکونی در ایالات متحده آمریکا است که در ایالت میسیسیپی واقع شده‌است.